# Doll
Dolls são bonecas virtuais criadas pixel a pixel (raster) em programas de edição de imagens.

## Histórico
As dolls foram originalmente utilizadas como personagens (avatares) em um programa de chat 2D, chamado The Palace, dem 1995. As primeiras dolls eram simples, desenhadas na própria Paleta de Edição do programa Palace.
A ideia se popularizou entre os usuários do chat e as dolls passaram a ser "colecionadas" por muitos deles. Começaram então a ser aplicadas em galerias de sites.
Atualmente, as dolls deixaram de ser utilizadas em chats e passaram a adornar sites, 
As dolls se tornaram muito populares, as preps são as mais populares no brasil.

## Espécies
As Dolls podem ser separadas em "espécies". As mais populares no Brasil são as preps e as Candy Dolls. Além dessas, existem vários outros tipos.
As Preps são dolls mais parecidas com humanos e também mais fáceis de desenhar e acomodar, devido a seu pequeno tamanho. Ganham galerias e sites destinados especialmente a elas (exemplo Dolls.com.br). As Candy Dolls vêm de um site coreano chamado CandyBar. São maiores e mais difíceis de desenhar, e são as que possuem maior variedade de Dollmakers (como ELouai e Madame Malkins). Outros tipos de dolls normalmente são feitos somente em Dollmakers, a maioria deles encontrado no ELouai. Entre estes últimos o mais famoso é Gaia Online.

## Dollmakers
O conceito dos dollmakers foi inspirado na antiga brincadeira de bonecas de papel, em que os corpinhos das bonecas eram recortados em cartão e as peças de roupas e acessórios sobrepostas e presas ao corpo com abas.
Dollmakers são páginas da web, onde os usuários podem criar suas dolls sem que precisem possuir conhecimento em pixel art.
Essas páginas, geralmente, consistem em um arquivo desenvolvido em HTML e JavaScript. As imagens que simulam as peças de roupa, sapatos, cabeças e acessórios são inseridas de forma que possam ser arrastadas pela página e posicionadas em uma base pré-definida. Alguns dollmakers permitem que a doll finalizada possa ser salva no computador da pessoa que a montou. Outros dollmakers não oferecem este recurso e, neste caso, a própria pessoa deve fazer uma captura de tela para que a imagem possa ser salva em algum editor gráfico.

## Comunidade
Os criadores de dolls são conhecidos como Dollers. Em sua maioria são mulheres de diversos países, sendo a comunidade brasileira a maior.
Os dollers desenham as bonecas e costumam exibi-las em sites e fóruns de Dolls ou Pixel Art, compartilhando sua arte e pedindo ajuda para dollers mais experientes.
A maioria dos sites e fóruns costuma sediar concursos de dolls. Em um concurso (quase sempre temático), os dollers participam enviando suas obras de arte. Esses eventos costumam premiar os vencedores com placas de mérito e troféus virtuais para que o doller exiba em seu site pessoal.
Entre os dollers é muito comum a troca de presentes virtuais (dolls e/ou pixel art geralmente acrescidos de mensagens). Quando dois dollers tornam-se muito amigos, eles criam uma "irmandade". Na irmandade, os dollers trocam links em seus sites, utilizando dolls relacionadas.
Outra prática muito comum na comunidade doller são os amigos secretos, em que vários dollers se organizam para realizar uma troca de presentes virtuais (dolls ou pixel art). A pessoa que organiza o amigo secreto impõe um limite de participantes e pede para que todos os participantes especifiquem que tipo de pixel art gostariam de ganhar. Geralmente, os Amigos Secretos são temáticos, facilitando a execução dos presentes.

## Técnicas
As dolls são, geralmente, criadas em programas de edição de imagem. Os mais utilizados entre a comunidade doller são: MS Paint, Adobe Photoshop, Paint Shop Pro e GIMP.
O primeiro passo para se criar uma doll é obter uma base (corpo nu da doll). A base pode ser desenhada pelo próprio autor da doll, porém a maioria dos dollers prefere utilizar bases prontas, desenhadas por outras pessoas. Existem vários estilos de bases. Entre a comunidade doller brasileira, o estilo Preps é muito difundido. Os estilos de base podem variar em cores, tamanhos, poses, feições e proporções anatômicas.
Existem várias técnicas de traçado e sombreamento. Alguns dollers preferem utilizar tablets para criar o lineart da doll, enquanto a maioria utiliza-se do mouse. Quanto às técnicas de sombreamento, os estilos mais conhecidos são: pixel shadding e tool shadding.

## Dithering
Uma técnica muito difundida no estilo pixel shadding é o pontilhamento, também conhecido como Dithering. O dithering é utilizado no sombreamento de modo a suavizar a transição entre uma cor e outra da paleta. Enquanto alguns dollers preferem utilizar a técnica de pontilhamento, outros preferem amenizar a transição entre as cores adicionando tons intermediários no sombreamento.

## Tutoriais
Com o objetivo de auxiliar os dollers iniciantes, muitas pessoas disponibilizam em seus sites tutorias explicando suas técnicas para a criação dos diversos componentes das Dolls. Para conferir alguns tutoriais, acesse o Dolls.com.br, o Dreaming Dolls, ou O Castelo de Mahart.

## Candy Copy
Termo inventado pelo site Dreaming Dolls para designar as dolls inspiradas em Candy Dolls coreanas. As candy-copies são traçadas em uma nova base (geralmente prep) em uma tentativa de reproduzir o estilo coreano. Por se tratar apenas de uma inspiração, esta prática não é vista como copycat.

## Copycat
Termo criado para definir a prática de se copiar uma doll (ou parte) de outra pessoa e alegar como sendo de sua autoria. No caso em que apenas algumas partes são copiadas, o termo mais utilizado é Frankendoll. A maioria dos dollers abominam esta prática e criam campanhas para conscientizar as pessoas de que utilizar-se de obras alheias é errado. Hoje em dia, em fóruns, sites, e outras comunidades, o copycat é proibido, em concursos a pessoa pode chegar a não participar mais.
também existe o frankenbasing,ou seja a copia de partes de bases de dolls.

## Lineart
Lineart é todo o traçado (contorno) da doll. Alguns dollers redistribuem o lineart de suas dolls, permitindo que outros dollers façam o sombreamento ao seu estilo. Fazer uma doll utilizando um lineart pronto é uma boa maneira de treinar técnicas de sombreamento sem ter que se preocupar em fazer um bom traçado.

## Sites Para Montar
Você também pode usar um editor de fotos para montar sua própria doll,escolhendo as roupas,acessórios,etc...
Sites com Roupas,corpos e acessórios:http://www.imagenspravoces.com/2012/04/corpos-de-doll-sem-roupa-para-montar.html 
Entre outros sites que você pode pesquisar na internet.
~Annonnimmoouusssss